# Ana Achúcarro Jiménez
Ana Achúcarro Jiménez (1962) és una investigadora, acadèmica i professora espanyola d'astrofísica de partícules i teoria quàntica de camps a la Universitat de Leiden als Països Baixos. La seva recerca considera l'univers primerenc, la supergravetat, els forats negres i els solitones.

## Trajectòria
Achúcarro es va graduar a la Universitat del País Basc a Espanya, obtenint una llicenciatura en física l'any 1984. Es va traslladar al Regne Unit per a realitzar els seus estudis de doctorat, completant la Part III de l'Examen de Matemàtiques l'any 1985. Va rebre el premi de postgrau en matemàtiques Saint Catharine's College. Va continuar a Cambridge per a  realitzar el seu doctorat, treballant amb Paul Townsend i Stephen Hawking. Va rebre el premi JT Knight i una beca Fleming del British Council. Va completar el seu doctorat el 1988, amb una tesi amb el títol Propietats clàssiques d'objectes estesos supersimètrics.Achúcarro és membre de l'Institut Isaac Newton d'Estudis Matemàtics, amb seu a Cambridge.

## Recerca i carrera
Achúcarro es va unir a l'Imperial College London com a investigadora postdoctoral l'any 1988. El 1989, va ser anomenada professora adjunta a la Universitat Tufts dels Estats Units, on va treballar sobre cordes còsmiques. La seva recerca allí va demostrar que la presència de simetries globals a la teoria de calibre pot donar lloc a defectes similars als de les cordes. La recerca de Achúcarro també estudia la teoria de cordes i l'univers primitiu. Es va traslladar als Països Baixos el 2002 per a incorporar-se a la Universitat de Leiden. L'any 2004 se li va concedir una càtedra ADVANCE de la Fundació Nacional de Ciències a la Case Western Reserve University.
Achúcarro és directora del grup de cosmologia teòrica de la Universitat de Leiden, recercant en física d'astropartícules i teoria quàntica de camps. Va ser pionera en l'aplicació de la teoria de cordes a la cosmologia. L'any 2011 va participar en La Ciència del Cosmos, un cicle anual de conferències organitzat per la Fundació BBVA, sobre els  orígens de l'univers. També va formar part de la directiva pública de la Cooperació Europea en Ciència i Tecnologia (COST) sobre l'univers de la teoria de cordes. També és part del comitè directiu de Cosmologia al Laboratori de la Fundació Europea de la Ciència.
L'any 2015 va rebre una subvenció de 2,3 milions d'euros per part de l'Organització Holandesa per a la Recerca Científica (NWO). Va ser anomenada membre de l'Institut Galileo Galilei de Física Teòrica  l'any 2016. Achúcarro dirigeix el programa de cosmologia de Sitter de Leiden, que forma a joves científics en l'àrea interdisciplinària de la cosmologia moderna.  També és membre del consell assessor del Consell Superior d'Investigacions Científiques.

## Reconeixements
Va ser escollida membre de l'Acadèmia Europæa (MAE) l'any 2011.